# Hans-Joachim Kahler
Hans-Joachim Kahler (21 de março de 1908 - 14 de janeiro de 2000) foi um oficial alemão que serviu no Deutsches Heer durante a Segunda Guerra Mundial. Foi condecorado com a Cruz de Cavaleiro da Cruz de Ferro com Folhas de Carvalho.

## Condecorações
| Cruz de Ferro (1939) 2ª Classe                                   | 3 de julho de 1940     |
| Cruz de Ferro (1939) 1ª Classe                                   | 3 de setembro de 1941  |
| Distintivo de Feridos (1939) em Preto                            |                        |
| Medalha da Frente Oriental                                       | 4 de setembro de 1942  |
| Cruz de Cavaleiro da Cruz de Ferro                               | 14 de abril de 1943    |
| Cruz de Cavaleiro da Cruz de Ferro com Folhas de Carvalho nº 355 | 17 de dezembro de 1943 |